# Andersonia ferricola
Andersonia ferricola är en ljungväxtart som beskrevs av Lemson. Andersonia ferricola ingår i släktet Andersonia och familjen ljungväxter. Inga underarter finns listade i Catalogue of Life.